# Antonio López-Istúriz White
Antonio López-Istúriz White (ur. 1 kwietnia 1970 w Pampelunie) – hiszpański polityk, deputowany do Parlamentu Europejskiego VI, VII, VIII, IX i X kadencji.

## Życiorys
Ukończył studia prawnicze i ekonomiczne. Od 1999 do 2002 był osobistym asystentem hiszpańskiego premiera José Aznara. W 2002 został sekretarzem generalnym Europejskiej Partii Ludowej, a rok później sekretarzem Międzynarodówki Centrowych Demokratów. Należy do Partii Ludowej, zasiada w jej komitecie wykonawczym i komitecie polityki zagranicznej. Objął funkcję sekretarza generalnego Europejskiej Partii Ludowej.
W tym 2004 z listy PP został wybrany do Parlamentu Europejskiego, w którym dołączył do frakcji chadeckiej. W wyborach europejskich w 2009, 2014, 2019 i 2024 odnawiał mandat na kolejne kadencje.
Uhonorowany odznaczeniami chilijskimi i jordańskimi.